# Булгари
Булга́ри (лат. Bulgares, грец. Βoύλγαρoί, староболг. Блъгарє, д.-рус. българы, тат. болгарлар, чув. Пӑлха́рсем, болг. прабългари) — група тюркських (огурських) кочових племен, що населяли в другій половині V століття степи Причорномор'я і Приазов'я до Каспія і розселилися звідти в Подунав'я, Середнє Поволжя і ряд інших регіонів. Брали участь в зародженні таких сучасних народів як болгари, македонці, волзькі татари, гагаузи, чуваші, балкарці, ногайці і передали своє ім'я державі Болгарія. В сучасній історіографії для їхнього позначення використовуються також терміни праболгари, протоболгари, стародавні болгари.

## Назва і походження
Ім'я булгарів є самоназвою племен, що входили до складу Великої Булгарії, створеної ханом Кубратом, хоча зустрічається і раніше, в згадках про події V століття. За однією з версій назва «булгари» означає «змішані огури» (при цьому могло йтися як про змішування всередині самих огурів, так і між огурами та їхніми сусідами — сарматами). За іншою — «об'єднані огури». Третя версія, навпаки, перекладає назву «булгари» як «відокремлені», «бунтівники», пов'язуючи їз здобуттям Великою Булгарією незалежності від Тюркського і Аварського каганатів.
Форму «булгари», використовуючи тверде[прояснити] У, використовували візантійці. Сучасні болгари називають себе българи, використовуючи тверду[прояснити] голосну «Ъ».
У сучасній історіографії, щоб уникати плутанини, назва болгари використовується для позначення слов'янського народу, що населяє сучасну Болгарію. Стародавніх болгар — тюрків, що зокрема населяли Волзьку Болгарію, були пращурами сучасних болгар, а також багатьох інших сучасних тюркських народів частіше називають булгари.[джерело?] В англійській мові використовується назва Bulgars на окреслення булгар і Bulgarians для болгар.
Досліджуючи походження назви й історію булгар слід пам'ятати, що в різні часи, різні джерела, особливо західноєвропейські, могли називати булгарами племена різного походження, які входили в єдине державне утворення, союз племен — стародавню Болгарію з центром на Волзі (Ітилі). Таким чином, розглядаючи питання походження булгар варто чітко розділяти питання походження племен, яких називали булгарами в різні часи в різних джерелах і походження племені, яке утворило стародавню Болгарію.
Нічого дивного в такій постановці питання немає. Вільне використання назви булгари в різних джерелах для позначення різних племен, що входять в одне державне утворення має свої паралелі. Достатньо згадати, що подібну ситуацію можна спостерігати з такими назвами як скіфи, сармати, гуни, монголи, ромеї і навіть русскіє (русские, Russians) — назви, яка використовувалась в XX ст. в багатьох західноєвропейських працях для позначення всього населення, яке населяло Радянський Союз (такий же союз народів в одній державі як і стародавні Болгарія, Монгольська імперія, Скіфія, Сарматія, Ромейська та Російська імперії).
Таким чином, хоча первісне походження назви «булгари» і має певне значення, але до реального походження тих або інших племен, що населяли стародавню державу Болгарія воно має лише віддалене відношення. Ця назва може бути іноземною навіть по відношенню до племені, яке створило даний союз, тому що ця назва (саме у вигляді булгари, вулгари, Vulgares) вперше зустрічається в чужеземних по відношенню до стародавньої Болгарії джерелах. Також немає нічого дивного, що нащадками булгар (давнього союзу племен) вважають себе достатньо різні сучасні народи — слов'янські, тюркські і угро-фінські, які розмовляють різними мовами і сповідують різні віровчення (християнство, іслам та інші).

## Генетичні дослідження на Булгари

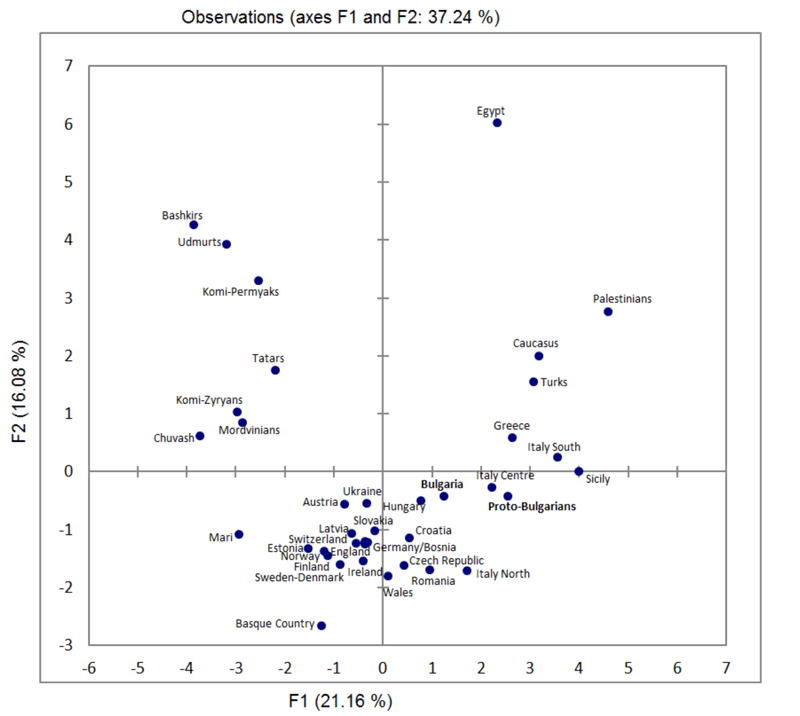
Genetic studies on Bulgars/Proto-Bulgarians

Зібрані люди залишаються від Булгари від 8-го до 10-го століття, розташованої в трьох кладовищах в Болгарії: Ножарево (Сілістра) і Монастира Мостич (Шуменський), як в північно-східній Болгарії і Туховишта (Сатовча) південно-західна Болгарії. Філогенетичний аналіз 13 зразків старих ДНК (віддалені зуби) визначив 12 незалежний гаплотип, який далі поділяються на мтДНК гаплогрупи, встановлені в нинішніх європейських і західних євразійських популяціях. Наші результати показують, захід євразійського походження і генетична схожість між булгарами і сучасними болгарами.
І відстань віддаленість від Чуваші і Волжских татар.

## Транскрипція і самоназва народу
Їх самоназва є Блъгарє.
Варіації кореневого звуку «О» або «У» залежать від особливостей різних мов. У оригіналі кореневий звук голосної букви після Б звучав ніби щось середнє між голосним «Ъ» в болгарській мові, приглушеним У і О. Сучасні болгари називають себе «българи», використовуючи твердий голосний звук «Ъ». Назва «булгари», використовуючи тверде У, вживали греки.

## Походження булгар та їхні назви
Походження булгарів невідоме. Є багато теорій про їх походження. Найбільш відомі з них — слов'янська теорія, теорія автохтонів (фракійців), іранська теорія та тюркська теорія.
Перша згадка булгар міститься в латинському хронографі 354 року, де у списку племен і народностей Причорномор'я і Прикаспію (потомків Сима) на останньому місці згадуються булгари (Vulgares).
Найдавніше ретроспективна згадка булгарів міститься у вірменського історика V ст. Мовсеса Хоренаці. За його словами при вірменському царі Аршаку I, сину Вагаршака, булгари поселились на вірменських землях: «В дні Аршака виникли великі смути в ланцюзі великої Кавказької гори, в Країні булгар; багато з них, відокремившись, прийшли в нашу країну.»

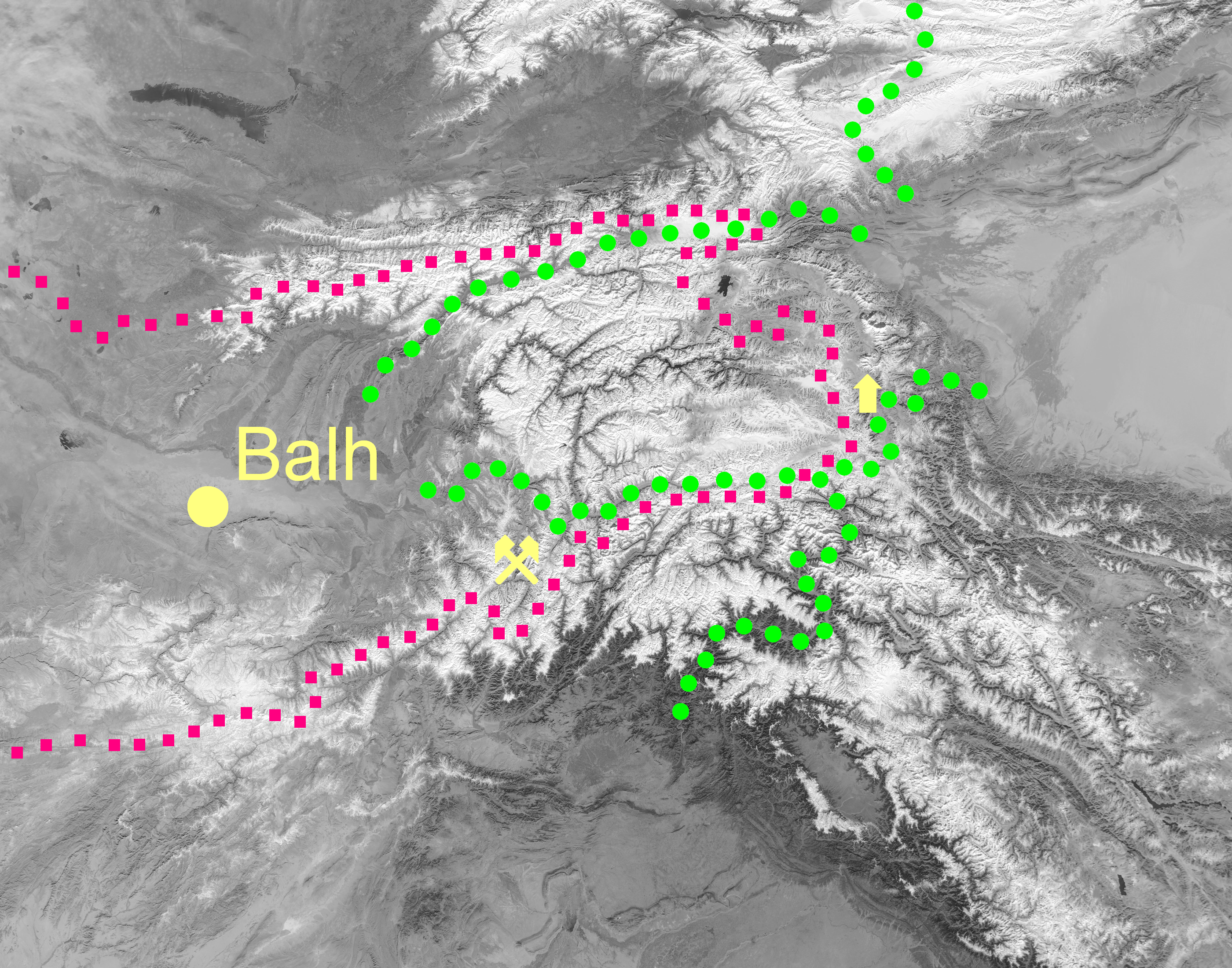
Стародавня батьківщина булгар згідно з картою Середньої Азії з вірменського географічного атласу «Ашхарацуйц» реконструйованою академіком С. Т. Еремяном.

 Прабатьківщина булгар не відома. По одній з точок зору вони були частиною огузького масиву племен, що спочатку мешкали в Центральній Азії і званих в китайських джерелах «тіеле». Останнім часом серед болгарських істориків певну популярність має теорія іранського походження. Згідно з цим поглядом булгари були іраномовні й мешкали в зоні, розташованій між західною частиною Гіндукушу, Парапамізом і річкою Оксусом, — (Аму або Хигон), що відокремлювала її від північнішої Согдіани. В давнину ця місцевість називалася Бактрія (грец.), або Балхара (самоназва), із столицею — місто Балх (звідси назва «булгари»).
У вірменському географічному атласі VII ст. «Ашхарацуйц», що спирається на більш давні джерела, плем'я булхи, поміщається поряд з саками і масагетами.
Агафій Мірінейський, розповідаючи про напад хана Забергана в 558 році, дав короткий опис стародавньої історії «гунів» (булгар), які колись жили в Азії за Імейською горою:

«Народ гунів колись мешкав навколо тієї частини Меотидського озера, що повернута до сходу, і жив на північ від річки Танаїс, як і інші варварські народи, що населяли Азію за Імейською горою. Всі вони називалися егунами або скіфами. За окремими племенами одні з них називалися котригурами, інші утигурами.»

Феофілакт Симокатта в описі воєн між племенами Тюркського каганату локалізував батьківщину унугурів (ймовірно булгарське плем'я) в Согдіані (область на границі Афганістану, Узбекистану й Таджикистану, оточена Гіндукушем): «Тільки Бакаф, колись побудований унугурами, був знищений землетрусом, і Согдіана випробувала на собі і мор і землетрус.»
Михайло Сирієць передав легенду про трьох братів «скіфів», що вийшли з гори Імаон (Памір, Гіндукуш, Тянь-Шань) в Азії і дійшли до Танаїсу (Нижнього Дону).
Існує також версія про зв'язок назви булгари з річкою Волга, яку заперечують сучасні історики на основі того, що начебто назва Волга має слов'янське походження, а перші болгари не могли бути слов'янами. Але, по-перше, в IV ст., коли в джерелах вперше з'являється назва Vulgares (булгари), вже можна казати про зародження слов'ян, по-друге, слов'янські племена були тісно пов'язані з давнішими сарматами, про що говорить багато середньовічних джерел і, по-третє, як було сказано, назва булгари могла запозичуватись не лише з мови перших болгар, але і з мов сусідів (напр., тих же слов'ян), з якими контактували ромеї — греки і латиняни.
Також варто звернути увагу на те, що саме в часи гунського (булгарського) нашестя на Західну Європу в латинській мові з'являються такі слова як вульгарний (Vulgar) в значенні простонародний, і назва латинського перекладу св. Письма — Vulgata.
Версія про зв'язок булгар з пізнішим, слов'яномовним населенням Волги і близьких до неї регіонів зустрічається в слов'янських джерелах протягом XVI—XVIII ст. Донські і запорізькі козаки розглядали себе як нащадків булгар. У праці XVIII ст. «Історія Русів або Малої Росії» ймовірно написаної Георгієм Кониським зустрічаються такі рядки: «Самі Слов'яни і того більше собі назв наробили. Булгарами називали тих, які мешкали над річкою Волгою; Печенігами тих, що живилися печеною їжею; Полянами і Половцями, що жили на полях або в степах безлісих; Древлянами — мешканців полісних, а Козарами всіх тих, що їздили верхи на конях та верблюдах і чинили набіги; а сю назву дістали зрештою і всі воїни слов'янські, вибрані з їх же породи для війни та оборони вітчизни, якій служили у власній збруї, комплектуючись та переміняючись також своїми родинами. Та коли у пору війни виходили вони поза свої межі, то інші цивільного стану мешканці давали їм підмогу, і задля цього заведена була у них складка громадська, чи податок, прозваний нарешті з обуренням Даниною Козарам.» (см.  [Архівовано 23 лютого 2012 у Wayback Machine.])

## Рання історія булгар
Мабуть, булгари — це одна з перших груп племен, що просунулися до Європи в ході Великого переселення народів. Перша згадка про них міститься в анонімній латинській хронографії і датується 354 роком н. е. В 2-ій половині IV століття якась частина булгар проникла в Вірменію. Далі свідоцтв про їх активність немає, аж до розпаду Гунської імперії. Це дає підстави припускати, що булгари входили в той величезний союз племен, який сучасники іменували гунами.
До кінця V століття стають відомі два основних булгарських племені: кутригури і утигури. Останні розселяються по берегах Азову в районі Таманського півострова. Кутригури поселяються між вигином нижнього Дніпра і Азовським морем, контролюючи у тому числі і степи Криму аж до стін грецьких колоній на півострові.
В цей час булгари ведуть кочовий спосіб життя. Вони періодично (часто в союзі з іншими, зокрема слов'янськими племенами) турбують межі Візантійської імперії. Так, в 539–540 роках булгари проводять рейди по Фракії до егейського узбережжя і по Іллірії до Адріатичного моря. В той же час значне число булгар поступає на службу до імператора. Наприклад, в 537 році загін булгар бере участь в наданні допомоги візантійському гарнізону, обложеному готами в Римі. Відомі випадки і ворожнечі між двома основними племенами булгар, які уміло розпалювала візантійська дипломатія. Щоб забезпечити свої межі від дуже неспокійних сусідів, якими були кутригури, імператор Юстиніан за допомогою багатих подарунків і грошей направив проти них сили східної гілки булгар — утигурів. У результаті кутригури програли, але незабаром два племені знов змогли об'єднатися проти імперії.
Біля 558 року орди булгар (в основному кутригури) під проводом хана Заберхана вторгаються в Фракію і Македонію, підходять до стін Константинополя. Лише ціною великих зусиль візантійцям вдається відкинути сили Заберхана. Але військо хана все ще було сильним і представляло велику небезпеку для столиці імперії. Попри це булгари повертаються в свої степи. Причиною тому служать вісті про появу на схід від Дону невідомої войовничої орди. Це були авари, на чолі з ханом Баяном.
Візантійські дипломати негайно використали аварів для боротьби проти булгар, що були загрозою Константинополю. Натомість новим кочівникам пропонуються гроші і землі для поселень. Хоча аварська армія була нечисленна (за деякими даними 20 тис. вершників), вона виявилась сильнішою. Можливо тому сприяло тяжке положення аварів — вони рятувались втечею від тюрків (тюркютів), що шли услід за ними. Першими піддаються нападу утигури (560), потім авари перетинають Дон і вторгаються в землі кутригурів. Хан Заберхан стає васалом кагана Баяна. Подальша доля кутригурів тісно пов'язана з політикою аварів.
Приблизно 566 р. передові загони тюрків досягають берегів Чорного моря в районі гирла річки Кубань. Утигури визнають над собою сюзеренітет тюркського кагана Істемі і вже у складі його війська беруть участь в захопленні стародавньої фортеці Боспор на березі Керченської протоки, а в 581 році з'являються під стінами Херсонесу.
Після відходу аварів в Паннонію і ослаблення Тюркського каганату, який через внутрішні нелади втратив контроль над своїми західними володіннями, булгарські племена знов дістали можливість заявити про себе. Їх об'єднання пов'язане з діяльністю хана Кубрата. Цей правитель, що очолював плем'я унногундурів, з дитинства виховувався при імператорському дворі в Константинополі і в 12 років був хрещений. У 632 році він проголосив незалежність від аварів і встав на чолі об'єднання, що отримало у візантійських джерелах назву Велика Болгарія. Її територія займала південь сучасної України до Дніпра і Передкавказзя до Кубані. Біля 634–641 Кубрат уклав дружний союз з візантійським імператором Іраклієм. Проте після смерті Кубрата (бл. 665), його імперія розпалася, оскільки була розділена між його численними синами. Цим розділенням скористалися хозари. Старший син Кубрата — Батбаян залишився в Приазов'ї і став данником хозар. Інший син — Котраг, мабуть, в такому ж статусі, переселився на правобережжя Дону. Третій син — Аспарух під тиском хазарів пішов з своїми людьми на Дунай, де підпорядкував місцеве слов'янське населення, поклавши початок сучасної Болгарії. У 864 році хан Борис прийняв християнство. Змішання булгар із слов'янами привело надалі до виникнення слов'янської болгарської народності.
Ще двоє синів Кубрата — Кувер (Кубер) і Альцек (Алцек) пішли в Паннонію, до аварів. Одна група булгар, керованих Кувером, грала важливу роль в політиці Аварського каганату. В період утворення Дунайської Болгарії Кувер підняв заколот і перейшов на сторону Візантії, і поселився в Північній Македонії. Згодом, ця група мабуть увійшла до складу дунайських булгар. Інша група на чолі з Альцеком втрутилася в боротьбу за престолонаслідування в Аварському каганаті, після чого була вимушена бігти і просити притулку у франкського короля Дагоберта (629–639 рр.) в Баварії, а потім поселитися в Італії поблизу Равенни, де аж до кінця VIII ст. ці булгари зберігали свою мову.
До пізнішого періоду, кінця VIII ст., відноситься поява булгарських племен на Середній Волзі, де вони незабаром перейшли до осілого способу життя і створили державу Волзьку Булгарію. У 922 році правитель волзьких булгар Алмиш прийняв іслам. Нащадками волзьких булгар, у формуванні яких взяли участь ряд інших тюркських і угро-фінських племен, є чуваші і казанські татари.
Частина булгар залишилася на своїх корінних землях — в Передкавказзі і причорноморських степах. Незабаром вони, як свідчать археологічні дані, зайняли Кримський півострів і частково просунулися в північному напрямі — в степ і лісостеп Придніпров'я. Склали певний вплив на етногенез населення Середньої Наддніпрянщини. У середньовічних джерелах вони були відомі як «чорні булгари».

## Віра булгар

### Язичництво
Віра булгар мала політеїстичний характер. Відповідно до свідчень арабського хроніста Аль-Балхи головне божество-творець у булгар називалось «Едфу», відрізняючись від назви подібного божества у інших народів:

«Цікаво, що всі народи мають свою назву творця. Араби його називають Аллах в однині, а інших богів називають Іллах; перси його називають Хормуз, Ізед, Яздан. У Заратустри він називається Хормуз, але я також чув і назви Ход-ехт та Ход-Борехт, що просто означає Той Самий. Індійці та народ Сінду його називають Шита Вабіт та Махадева. Тюркський народ його називає Бір Тенгрі, що означає „Бог Єдиний“. Християни Сирії його називають Лаха Раба Куадуса. Євреї його називають в своїй мові Елохім Адонай або Яхія Ашер Яхія. Елохім означає „бог“ на їхній мові. Я чув, що булгари називають Творця ім'ям Едфу, а коли я їх питав, як вони називають свого ідола, вони мені відповідали — Фа. Я також питав коптів, яке їх ім'я творця. Вони відповідали: Ахад Шанак.»

Булгари — навпаки: називають його — Бог.
Дослідники пов'язують булгарського Едфу з Паміром, де місцеві іранські народи називають Сонце: ягнобці — афтоба, пуштуни — афтаба, шугнанці — офтоб, гілянці — ефтеб, язгулемці — офтоба, сарикольці — офтаб. Також сонце в зеніті в тих районах йменували як Адху і Едх. Також є версія ототожнення булгарського Едфу з іранським Ходай і осетинським Хуцау. Згідно з професором Добрева найбільш імовірно, що Едфу походить від іранських JAD, JED (святковий, сонячний) і може бути перекладено як «сонячний бог».

### Єдинобожжя
Як було сказано, булгари, населення стародавньої Болгарії були союзом досить різних по мові і культурі племен, частина з яких переселилась на Дунай, а частина залишилась на Волзі. Дунайські булгари при царі Борисі I в 864 прийняли єдинобожжя у формі християнства від Візантії, а волзькі булгари при Алмиші в 922 — іслам від Багдадського халіфату. Надалі дунайські булгари були змішані з слов'янами. Волзькі булгари ввійшли до складу Монгольської імперії, Золотої Орди, Казанського і Астраханського ханств, також багато нащадків булгар стали основою для перших козацьких військ в цьому регіоні, зокрема Всевеликого Війська Донського і Війська Запорозького Низового і пізніше ввійшли до складу Російської імперії.

## Галерея

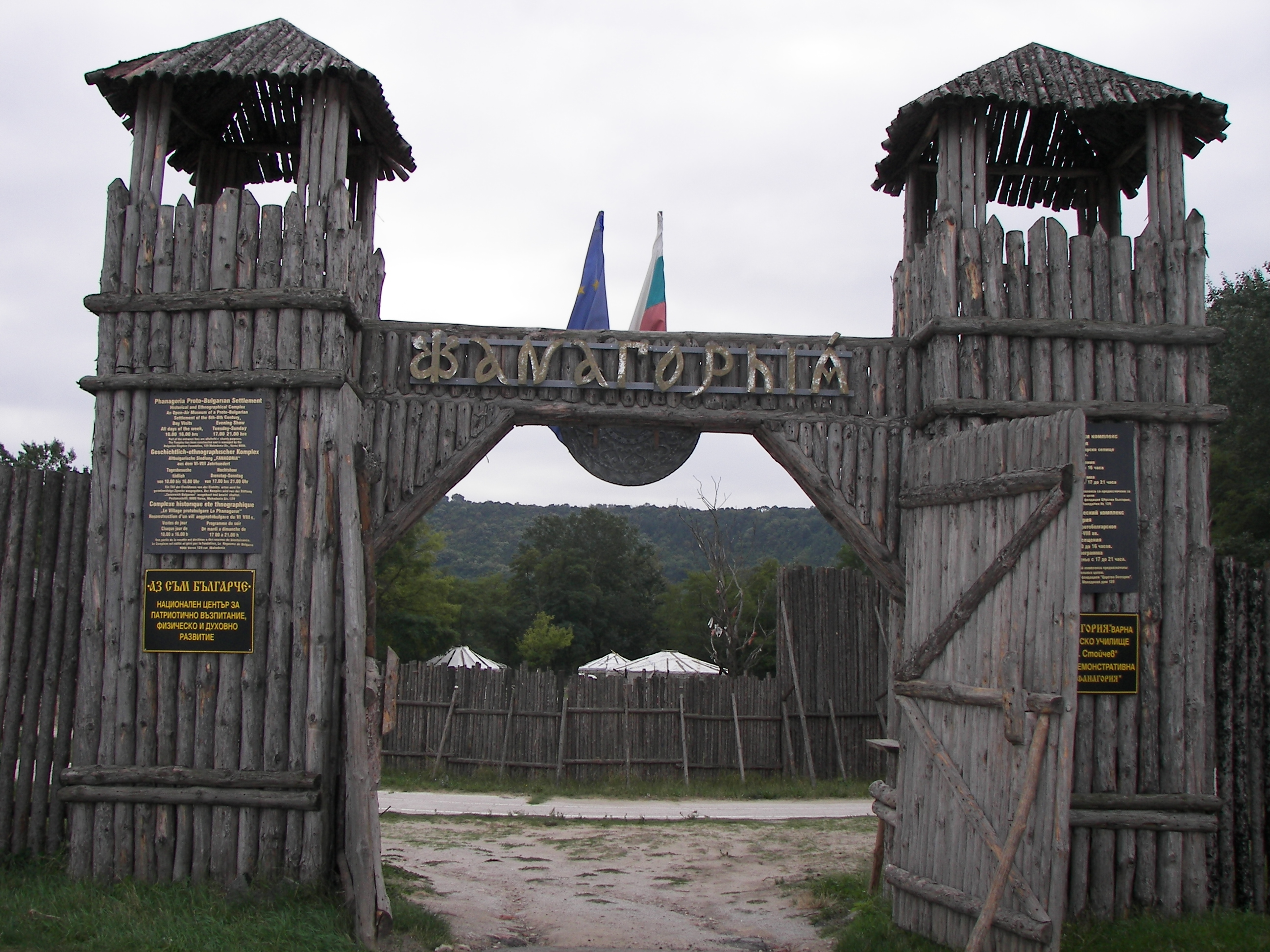
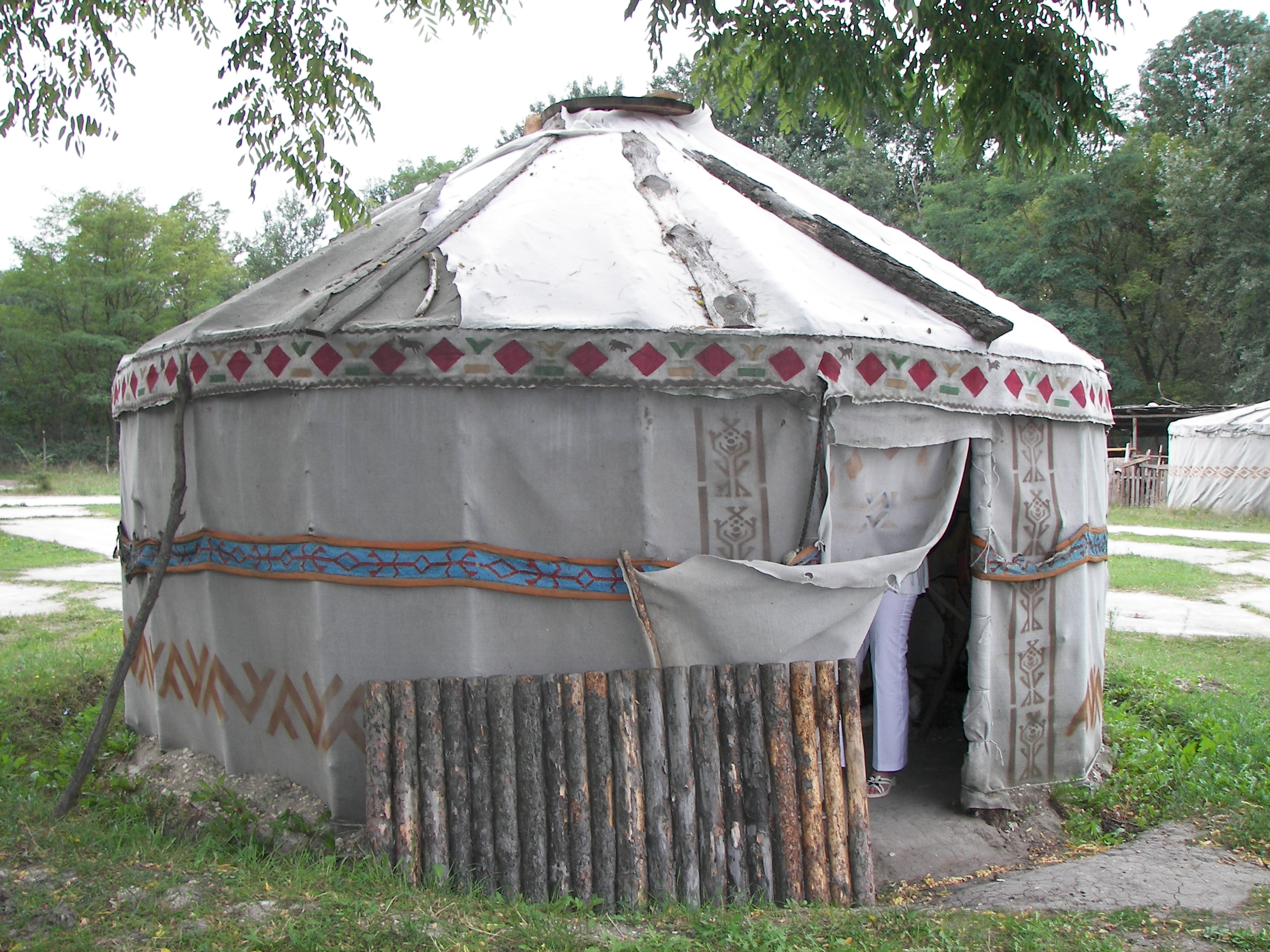
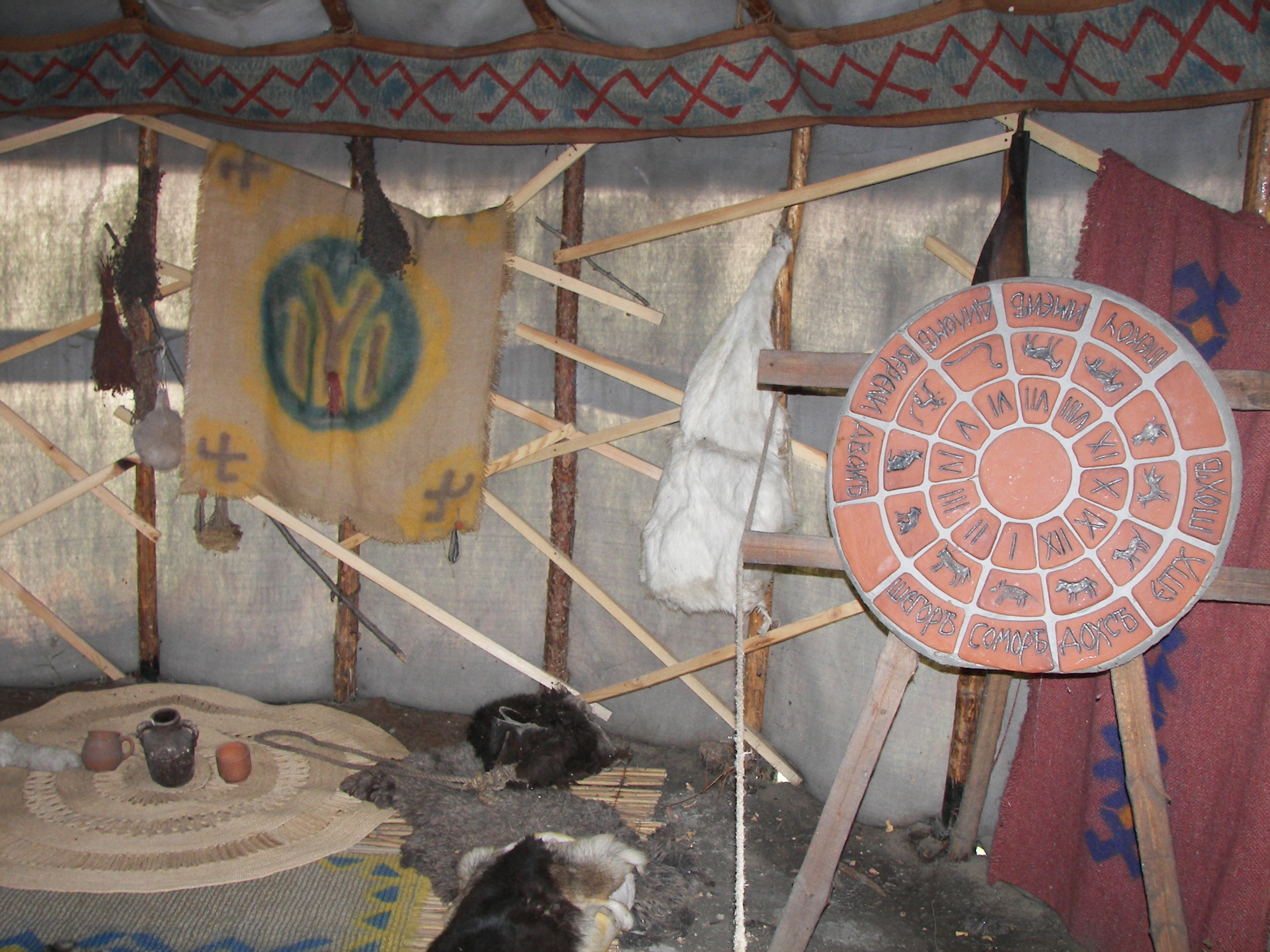
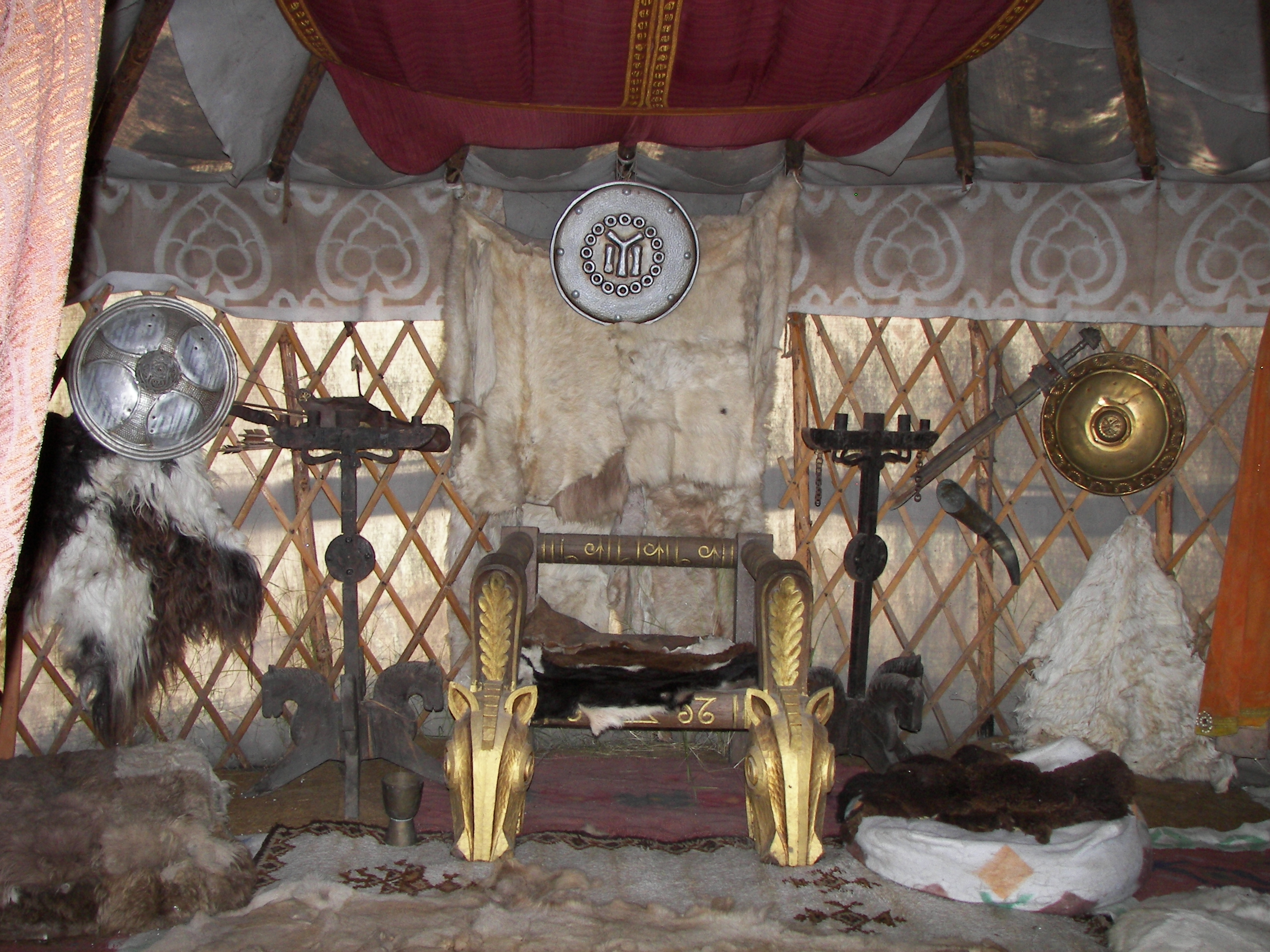